# Bucovina Rock Castle
Bucovina Rock Castle a fost un festival internațional de muzică rock și heavy metal din municipiul Suceava, județul Suceava, Bucovina care a avut loc la Cetatea de Scaun a Sucevei (mai precis în vechiul șanț de apărare al cetății) în onoarea atestării Târgului Sucevei. De-a lungul timpului, festivalul a atras atât formații autohtone cât și artiști (e.g. Uli John Roth, chitarist de la formația germană Scorpions sau Jan Akkerman, chitaristul formației de rock progresiv olandeză Focus) sau trupe din alte țări (e.g. Alternosfera sau Zdob și Zdub din Republica Moldova sau Dubioza kolektiv din Bosnia și Herțegovina). Printre formațiile autohtone care au participat la edițiile festivalului de-a lungul timpului s-au numărat Speak Floyd (formație tribut Pink Floyd), Luna Amară, Grimus, White Walls, Bucovina, Robin and the Backstabbers, Kumm, The Amsterdams, The Mono Jacks, Coma, Implant pentru Refuz, Vița de Vie, E.M.I.L. sau Blazzaj. Festivalul s-a desfășurat pe parcursul a aproape un deceniu. Festivalul și-a propus să sprijine tinerele talente locale de asemenea (i.e. din municipiul Suceava respectiv județul Suceava). Prima ediție festivalului a debutat la data de 18 august 2011, în cinstea atestării documentare a târgului Sucevei, inițiatorul festivalului fiind Ion Drăgușanul. Festivalul a fost organizat de Consiliul Județean Suceava împreună cu instituțiile de cultură ale acestuia, mai precis Muzeul Național al Bucovinei respectiv Centrul Cultural Bucovina. Festivalul a avut ca scop promovarea municipiului Suceava și a muzicii rock. În cadrul ediției din 2018, au participat aproape 12.000 de spectatori. Pentru ediția din 2018 au existat două scene în cadrul cărora au participat mai multe formații.

## Redenumirea festivalului
Începând din 2022, festivalul Bucovina Rock Castle și-a schimbat denumirea în Cetatea de Rock a Sucevei, reîncepându-și astfel activitatea, formația de rock alternativ Urma fiind printre trupele autohtone. De asemenea, ediția din 2022 l-a avut ca invitat internațional pe basistul Marco Mendoza (care a colaborat în trecut, printre alții, cu Thin Lizzy, David Coverdale sau Whitesnake). În cadrul ediției din 2023 a festivalului au cântat Celelalte Cuvinte sau Kempes (ex-Cargo).